# Klucz andrychowski
Powstały w XVII wieku klucz dóbr prywatnych należących do rodziny Przyłęckich, obejmujący Andrychów, Wieprz, Inwałd, Zagórnik, Targanice, Roczyny i Sułkowice. W XVII-XIX w. znany ośrodek przemysłu tkackiego. Na przełomie XVII i XVIII w. klucz przeszedł jako wiano wdowy po Achacym Salomei Anny z Nielepców Przyłęckiej do rodu Szwarcenberg-Czernych. 